# Jason Statham
Jason Michael Statham (Shirebrook, 26 de julho de 1967) é um ator, lutador de artes marciais e mergulhador profissional britânico.
Mais conhecido por seus papéis nos filmes Crank, Os Mercenários, Lock, Stock and Two Smoking Barrels, Revolver e Snatch - Porcos e Diamantes. Statham já apareceu também como coadjuvante em diversos filmes norte-americanos, como The Italian Job e Os Mercenários e também na franquia de sucesso Velozes e Furiosos bem como em papéis principais nos filmes The Transporter, Adrenalina, The Bank Job, Killer Elite, Safe, Blitz, The Mechanic, War (onde contracenou com Jet Li) e Corrida Mortal. Statham não utiliza dublês para fazer cenas de luta. Diferente de outros atores, que antes do sucesso eram lutadores profissionais, Statham não era lutador de artes marciais e sim atleta de saltos ornamentais da equipe Inglesa.

## Biografia
Nascido em Shirebrook, é o segundo filho de Eileen e Barry Statham. Desde cedo desenvolveu uma paixão pelo mergulho, tendo se classificado em 12º no Campeonato mundial em 1992. Foi membro da equipe nacional de mergulho da Grã-Bretanha por 10 anos. No final da década de 90 um agente especializado em atletas colocou Statham em uma campanha de roupas pela Europa, da marca French Connection.
A estreia no cinema estadunidense, no papel de um traficante, no filme Turn It Up que deu a performance de sucesso para Statham. Em 2001 atuou no suspense de ficção científica de John Carpenter, Ghosts of Mars, e entrou para o elenco do filme de Jet Li, The One. Tem formação em artes marciais especialmente em Kickboxing que o possibilita executar várias de suas cenas de luta.

## Vida Pessoal
Jason teve um relacionamento de sete anos com a atriz Kelly Brook, que acabou em 2004.
Desde 2010, namora a modelo Rosie Huntington-Whiteley. Eles anunciaram o noivado em 10 de janeiro de 2017. O casal tem dois filhos, Jack Oscar, nascido em 24 de junho de 2017 e Isabella James nascida em 2 de fevereiro de 2022.

## Filmografia
| Ano  | Título                              | Personagem                  |
| ---- | ----------------------------------- | --------------------------- |
| 1998 | Lock, Stock and Two Smoking Barrels | Bacon                       |
| 2000 | Turn It Up                          | Mr.B                        |
| 2000 | Snatch - Porcos e Diamantes         | Turco                       |
| 2001 | The One                             | Evan Funsch                 |
| 2001 | Ghosts of Mars                      | Sgt Jericho Butler          |
| 2001 | Mean Machine                        | Monk                        |
| 2002 | The Transporter                     | Frank Martin                |
| 2003 | The Italian Job                     | Handsome Rob                |
| 2004 | Cellular                            | Ethan                       |
| 2004 | Collateral                          | Homem no aeroporto          |
| 2005 | Revolver                            | Jake                        |
| 2005 | London                              | Bateman                     |
| 2005 | Transporter 2                       | Frank Martin                |
| 2006 | The Pink Panther                    | Yves Gluant                 |
| 2006 | Crank                               | Chev Chelios                |
| 2006 | Chaos                               | Detetive Quentin Conners    |
| 2006 | Em Nome do Rei                      | Farner                      |
| 2007 | War                                 | Jack Crawford               |
| 2008 | The Bank Job                        | Terry Leather               |
| 2008 | Death Race                          | Jensen Ames/Frankenstein    |
| 2008 | Transporter 3                       | Frank Martin                |
| 2009 | Crank: High Voltage                 | Chev Chelios                |
| 2010 | Os Mercenários                      | Lee Christmas               |
| 2010 | 13                                  | Jasper Bagges               |
| 2011 | The Mechanic                        | Arthur Bishop               |
| 2011 | Gnomeo & Juliet                     | Tybalt (voz)                |
| 2011 | Os Especialistas                    | Danny Bryce                 |
| 2011 | Blitz                               | Sargento-Detetive Tom Brant |
| 2012 | O Código                            | Luke Wright                 |
| 2012 | Os Mercenários 2                    | Lee Christmas               |
| 2013 | Redenção                            | Joey Jones                  |
| 2013 | Parker                              | Parker                      |
| 2013 | Homefront                           | Phil Broker                 |
| 2013 | Velozes e Furiosos 6                | Deckard Shaw (pós-créditos) |
| 2014 | Os Mercenários 3                    | Lee Christmas               |
| 2015 | Jogo Duro                           | Nick Wild                   |
| 2015 | Velozes e Furiosos 7                | Deckard Shaw                |
| 2015 | Spy                                 | Rick Ford                   |
| 2016 | Mechanic: Resurrection              | Arthur Bishop               |
| 2017 | Velozes e Furiosos 8                | Deckard Shaw                |
| 2018 | Megatubarão                         | Jonas Taylor                |
| 2019 | Hobbs & Shaw                        | Deckard Shaw                |
| 2021 | Infiltrado                          | Harry "H"                   |
| 2021 | Velozes e Furiosos 9                | Deckard Shaw (pós-créditos) |
| 2023 | Esquema de Risco: Operação Fortune  | Orson Fortune               |
| 2023 | Velozes e Furiosos 10               | Deckard Shaw                |
| 2023 | Megatubarão 2                       | Jonas Taylor                |
| 2023 | Os Mercenários 4                    | Lee Christmas               |
| 2024 | The Beekeeper                       | Adam Clay                   |
| 2025 | Levon's Trade                       | Levon Cade                  |

## Videojogos
| Ano  | Título                      | Personagem      | Notas             |
| ---- | --------------------------- | --------------- | ----------------- |
| 2002 | Red Faction II              | Shrike          |                   |
| 2003 | Call of Duty                | Sargento Waters |                   |
| 2015 | Sniper X with Jason Statham | Team Leader     | Jogo para tablets |